# Untertriebszelle
Als Untertriebszellen werden spezielle Tauchzellen eines U-Boots bezeichnet, die zum Schnelltauchen des Bootes dienen. Sie befinden sich üblicherweise unter dem Schwerpunkt des U-Boots.
Aufgabe der Untertriebszellen war es, das Gewicht des U-Boots zu vergrößern, um schnellere Alarmtauchzeiten zu erreichen als mit den ebenfalls eingebauten normalen Tauchzellen. Die Alarmtauchzeiten betrugen bei Kampfbooten im Zweiten Weltkrieg teilweise weniger als 30 Sekunden. Fährt das U-Boot aufgetaucht an der Wasseroberfläche sind die Untertriebszellen wassergefüllt. Beim Alarmtauchen werden nun die Tauchzellen geflutet. Das Boot ist jetzt schwerer als das Wasser, welches es verdrängt, und kann trotz noch verbliebener Luftblasen unter der Außenhülle die Oberfläche verlassen. Wenn das U-Boot nach Alarmtauchen  völlig getaucht ist, werden die Untertriebszellen so schnell wie möglich ausgedrückt (gelenzt), damit das U-Boot nicht unkontrolliert weiter absinkt.
In modernen Atom-U-Booten findet diese Technologie keine Verwendung mehr, da sie in der Regel nur einmal während ihres Einsatzes tauchen müssen und erst nach Monaten wieder auftauchen. Daher benötigen sie zum Tauchen teilweise mehrere Minuten.